# Loi du 7 mars 2016 relative au droit des étrangers en France
Loi du 29 juillet 2015 relative au droit d'asile Loi du 10 septembre 2018 pour une immigration maîtrisée, un droit d'asile effectif et une intégration réussie
La loi du 7 mars 2016 relative au droit des étrangers en France a été promise par François Hollande en 2012. 
Le projet de loi n° 2183, porté par le ministre de l’Intérieur Bernard Cazeneuve, est adopté par le Conseil des ministres en juillet 2014. La loi est adoptée par l’Assemblée nationale en deuxième lecture le 16 février 2016, malgré l'hostilité du Sénat dominé par l’opposition de droite, et l'avis négatif de la Commission consultative des droits de l’homme du 21 mai 2015, l’avis très critique du Défenseur des droits du 23 juin 2015 (notamment en ce qui concerne les mineurs) et l'opposition des associations et syndicats tels que le GISTI, la Cimade, Emmaüs ou le Syndicat de la magistrature,. Les décrets d'application sont publiés à l'automne 2016, peu après le démantèlement de la jungle de Calais. 
La loi prévoit notamment la possibilité de retenir des enfants alors que François Hollande s'était engagé à « mettre fin dès mai 2012 à la rétention des enfants et donc des familles avec enfants », après que la France avait été condamnée à ce sujet par la CEDH.

## Documents
- « Loi n° 2016-274 du 7 mars 2016 relative au droit des étrangers en France (NOR : INT/X/14/12529/L) ⋅ GISTI », sur www.gisti.org (consulté le 15 août 2023)